# Ryszard Szociński
Ryszard Szociński (ur. 1947 w Urzędowie, zm. 25 marca 2018) – polski literat, dziennikarz.
Uczył się w technikum rolniczym. Jako poeta debiutował w gdańskim tygodniku „Stoczniowiec” w 1959 r. Od 1969 r. mieszkał w Bieszczadach. Gospodarował jako osadnik w Strzebowiskach. W roku 1970 i w 1972 otrzymał wyróżnienia w ogólnopolskim konkursie literackim „O bieszczadzki laur” na opowiadanie. Swoje wiersze drukował w regionalnej prasie, prezentował recytując w radio i TV Rzeszów.
W 1997 r. wydał pierwszy tomik poezji pt. „Wędrowanie”, wydany przez Lubelskie Bractwo Literackie, w 1998 – tom poezji „Idąc przez Bieszczad” wydany przez Wydawnictwo Stapis oraz w 2002 – „Jako ptaki Bieszczadu”. W przygotowaniu jest zbiór opowiadań pt. „Bieszczadzkie Ble, Ble”.
W czerwcu roku 2007 sprzedawał w Cisnej egzemplarze autorskie książki „Bieszczadzkie Przypadki”.